# Basuhan
Basuhan is een bestuurslaag in het regentschap Wonogiri van de provincie Midden-Java, Indonesië. Basuhan telt 2648 inwoners (volkstelling 2010).